# We Die Young
We Die Young (англ. Ми помремо молодими) — дебютний мініальбом американського рок-гурту Alice in Chains, що вийшов у 1990 році. Промозапис вийшов на підтримку майбутнього повноформатного альбому гурту та поширювався на компакт-дисках, вінілових дисках та аудіокасетах. До складу мініальбому увійшли три композиції, дві з яких пізніше потрапили на лонгплей Facelift. На пісню «We Die Young» було знято відеокліп, який транслювався на MTV. Альбом був витриманий у стилістиці хард-року кінця вісімдесятих років, у піснях відчувався вплив Black Sabbath. Заголовна композиція «We Die Young» неодноразово називалася однією з найкращих пісень гурту.

## Запис та випуск
We Die Young став першою роботою американського рок-гурту Alice in Chains, заснованої в 1987 році гітаристом Джеррі Кантреллом і вокалістом Лейном Стейлі. 1989 року колектив із Сіетла підписав контракт зі звукозаписною компанією Columbia Records і розпочав роботу над повноформатним альбомом. Продюсером став Дейв Джерден, відомий по роботі з Rolling Stones та Jane's Addiction. Пісні були записані з грудня 1989 до квітня 1990 року в студіях London Bridge (Сіетл) і Capitol Studios (Лос-Анджелес).
Влітку 1990 року на підтримку майбутнього альбому Facelift Alice in Chains випустили EP We Die Young, до якого увійшло три композиції: «We Die Young», «It Ain't Like That» та «Killing Yourself». Промозапис поширювалася на вінілових платівках, аудіокасетах і компакт-дисках. Слідом за ним 21 серпня 1990 року вийшов дебютний лонгплей Facelift, що складався з дванадцяти пісень. У фінальну версію Facelift не увійшла пісня «Killing Yourself», опублікована раніше.

## Зміст альбому

### Пісні
Основним автором музики став гітарист Джеррі Кантрелл. Пісня «We Die Young» була написана в зниженому і більш «важкому» ладі Drop D, додатково опущеному на півтону нижче, а дві інші — у класичному гітарному ладі, зниженому на півтону. Гітарист Soundgarden Кім Таїл розповідав, що свого часу він відкрив для Кантрелла знижений лад, в якому було написано багато пісень його гурту, хоча сам лідер Alice in Chains стверджував, що навчився цього у Van Halen. Таїл також зізнавався, що йому подобався основний риф у «It Ain't Like That» і він мріяв би сам написати таку пісню.
Слова до пісні «We Die Young» написав Джеррі Кантрелл. Ідея прийшла до нього дорогою на репетицію, коли з вікна автобуса він побачив дітей, які продають наркотики на вулиці. «Образ десятирічної дитини з пейджером та мобільним телефоном, яка розповсюджує наркотики, для мене був рівносильний фразі „Ми помремо молодими“» — пояснював Кантрелл.
Пісню «It Ain't Like That» Кантрелл назвав «крутою помилкою». Він випадково зіграв основний риф і був здивований, що той сподобався музикантам. Бас-гітарист Майк Старр та барабанщик Шон Кінні доопрацювали пісню, додавши важкі металеві рифи, а Кантрелл написав до неї текст.
Пісню «Killing Yourself» написали вокаліст Лейн Стейлі та Джері Кантрелл.

### Обкладинка
Автором обкладинки став фотограф Рокі Шенк. 2 травня 1990 року в Бербанку він провів фотосесію з Alice in Chains, намагаючись реалізувати ідею з появою музикантів із людського ока. Басейн був накритий целофановою плівкою, а учасники гурту запливали під неї та виринали з глибоким вдихом. Крім цього, Шенк зняв ще кілька кадрів, включаючи загорнутого в плівку Лейна Стейлі, що лежить на руках в інших музикантів. Саме цю фотографію було вирішено використовувати як обкладинку мініальбому.

### Відеокліп
Восени 1990 року Шенк зняв відеокліп на пісню «We Die Young». Декораціями стали руїни одного зі згорілих будинків у Лос-Анджелесі. Після цього в голлівудській студії було знято виступ гурту, в якому на музикантів проєктувалися кадри з уламками, що горять і плавають у басейні. Після виходу відеокліп транслювався на MTV у програмах Headbangers Ball та 120 Minutes, але не користувався великою популярністю.

## Критика
Білл Адамс із Ground Control зазначив, що дебютна платівка Alice in Chains могла здаватися розчаруванням на тлі подальшої творчості гурту, проте на момент виходу, мабуть, звучала чудово. На його думку, енергійна та агресивна «We Die Young» була типовим представником хард-року кінця вісімдесятих; наступна пісня — «It Ain't Like That» — була повільніша, але звучала більш «зловісно і методично»; нарешті, гітарна партія Кантрелла в «Killing Yourself» нагадала йому стиль Гілбі Кларка, а голос Стейлі — «виття мавпи». Адамс вважав платівку не найкращим стартом для гурту, тому що матеріал не виділявся на тлі того, що звучало на радіостанціях, але резюмував: «EP доводить, що Alice in Chains були готові грати у вищій лізі, просто вони ще не потрапили до правильної команди».
Нед Реггетт (AllMusic) назвав пісню «We Die Young» «двома з половиною хвилинами чистого хеві-металевого буяння» та «шедевром аранжувань та виробництва». Він звернув увагу на сильний вплив Black Sabbath та рифів Тоні Айоммі, але відзначив короткий та «комерційно привабливий» розмір пісні. Реггетт також виділив партію Лейна Стейлі, «хоч і перебільшено похмуру, але виконану абсолютно бездоганно». У журналі Kerrang! «We Die Young» віднесли до ключових пісень Alice in Chains, назвавши її «мелодією покоління X з дуже пророчою назвою», а вокал Стейлі — застереженням про небезпеку наркотиків. Пол Бренніган з Metal Hammer включив «We Die Young» до десятки кращих композицій Alice in Chains і відніс її однаково до альтернативного року і хеві-металу. На його думку, ця пісня «представила Alice in Chains всьому світу».

## Демоверсії, збірники та кавер-версії
У 1999 році у збірнику Nothing Safe: Best of the Box вийшов демозапис пісні «We Die Young», що не публікувався раніше. Пізніше цього року вийшла компіляція Music Bank, на якій були присутні пісні «We Die Young» та «It Ain't Like That» з дебютного мініальбому, а також демоверсія «Killing Yourself», записана в 1988 році, яка відрізнялась додатковими гітарними партіями. 2001 року у збірнику Music Bank: The Videos була опублікована рідкісна рання версія відеокліпу на пісню «We Die Young», що містила кадри концертного виступу гурту.
У 2010 році угорський грув-метал-гурт Ektomorf включив кавер-версію пісні «We Die Young» у свій мініальбом The Gipsy Way. 2015 року американський рок-гурт Stone Sour випустив збірку кавер-версій Meanwhile in Burbank..., в якій пісня «We Die Young» сусідила з класичними метал-композиціями Judas Priest, Kiss, Black Sabbath і Metallica.

## Довідкові дані

### Список композицій
| #     | Назва                | Автор                                  | Переклад              | Тривалість |
| ----- | -------------------- | -------------------------------------- | --------------------- | ---------- |
| 1.    | «We Die Young»       | Джеррі Кантрелл                        | «Ми помремо молодими» | 2:31       |
| 2.    | «It Ain't Like That» | Джеррі Кантрелл, Майк Старр, Шон Кінні | «Це не так»           | 4:38       |
| 3.    | «Killing Yourself»   | Джеррі Кантрелл, Лейн Стейлі           | «Вбити себе»          | 2:59       |
| 10:08 |                      |                                        |                       |            |

### Учасники запису
| Alice in Chains - Лейн Стейлі — вокал, - Джеррі Кантрел — гітара, бек-вокал, - Майк Старр — бас-гітара, - Шон Кінні — барабани | Технічний персонал - Рон Шампань — інжинірінг; - Боб Лаківіта — інжинірінг; - Едді Шрейер — майстеринг; - Роккі Шенк — фотограф; - Дейв Джерден — інжінірінг, зведення |